# 건강과 질병의 사회학

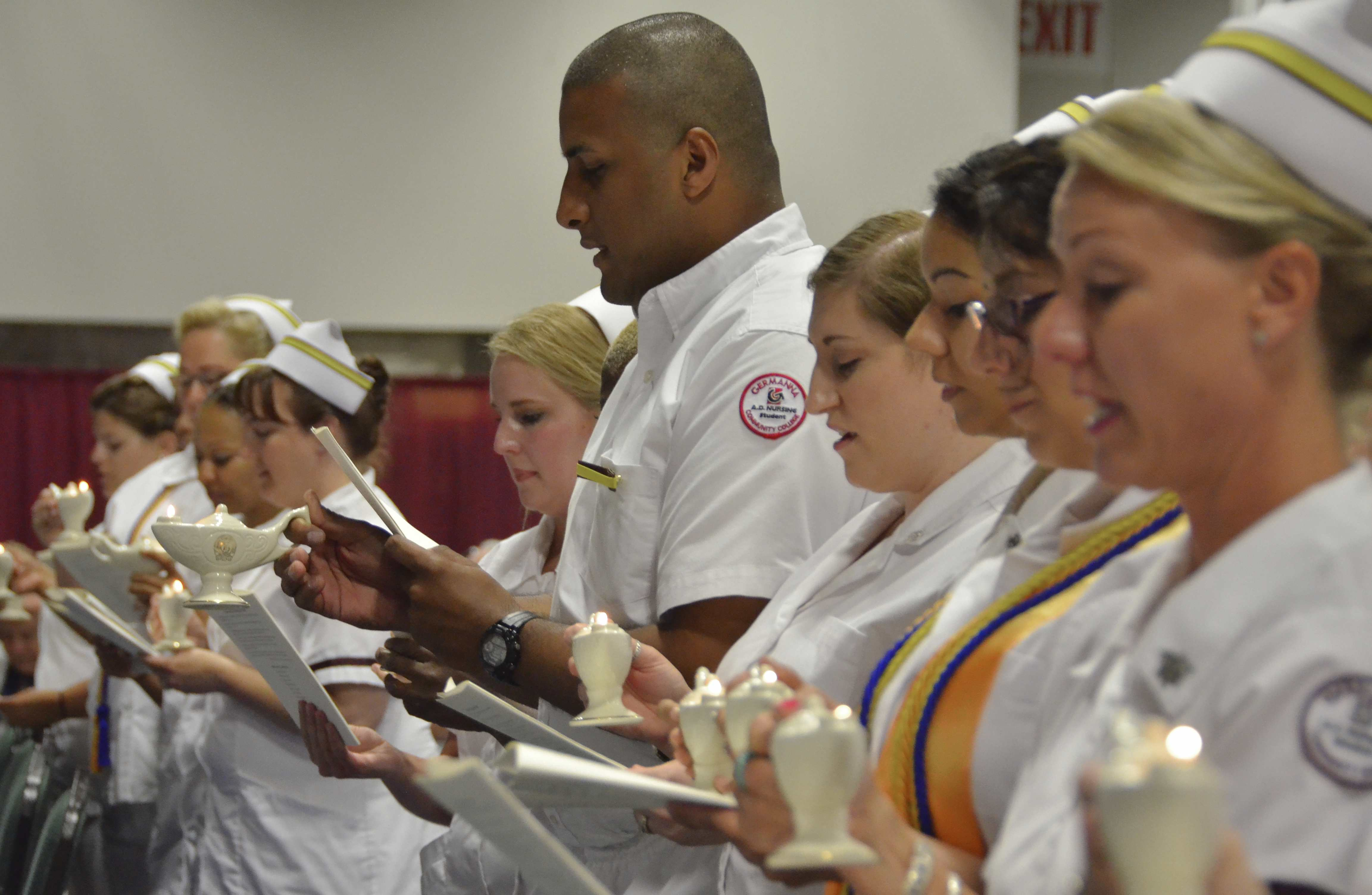
간호학과 졸업생 루이스 피게로아(가운데)가 미국 버지니아주 프레데릭스버그의 프레데릭스버그 엑스포 및 컨퍼런스 센터에서 열린 저먼나 커뮤니티 칼리지 간호보건기술대회에서 국제간호사 서약서 낭독에 참여하고 있다.

건강과 질병의 사회학, 건강과 웰빙의 사회학 또는 건강 사회학은 사회와 건강 사이의 상호작용을 조사한다. 연구 분야로서 현대뿐만 아니라 역사적 영향을 포함하여 우리의 건강과 행복에 영향을 미치고 변화시키는 삶의 모든 측면에 관심을 가지고 있다.
그것은 우리의 출생에서 사망에 이르기까지 사회적 과정이 서로 얽히고설켜 우리의 건강과 복지에 영향을 미친다는 것을 확립한다. 이러한 영향들은 우리가 자란 곳, 질병이 어떻게 이해되고 직접적인 지역사회 구성원들에 의해 프레임화되는지, 또는 기술이 우리의 건강에 미치는 영향일 수 있다. 이와 같이, 그것은 우리의 건강과 그것에 관여하는 의학 모두가 사회적 구조이며, 질병을 아는 우리의 방식, 행복, 그리고 그것들과의 상호작용이 사회적으로 해석된다는 것을 요약한다.
건강 사회학은 이러한 통찰력을 이용하여 신체와 정신이 별개의 공간으로 취급될 수 있다는 생각을 방해하는 것과 더불어 기계적 실체로서 인체 주변에 오랫동안 확립된 생각을 비판한다. 이 생물 의학 모델은 인간을 건강과 복지가 어떻게 박탈, 유지 또는 개선되는지에 큰 역할을 하는 더 넓은 사회, 문화, 경제, 정치 및 환경 맥락 안에 인간을 전체적으로 배치하지 않는 것으로 여겨진다. 대체 모델에는 심리학적 측면과 함께 이러한 요소들을 통합하는 것을 목표로 하는 생물심리사회 모델이 포함된다.
이 연구 분야는 의료 사회학, 신체의 사회학, 질병의 사회학과 같은 분야와 가족사회학이나 교육사회학과 같은 광범위한 사회학과 겹치는 넓은 학파 역할을 한다 그들은 우리의 건강과 건강의 삶의 과정에 초점을 맞춘 그들의 본능에서 통찰력을 제공하기 때문이다.

## 역사적 배경

과거로 거슬러 올라가서 의사의 무덤으로 공식적으로 알려진 이집트 무덤에서 발견된 벽화이다. 의사의 역사는 이 벽화에서 볼 수 있듯이 오래되었다. 자세한 설명은 아래 내용을 통해 확인할 수 있다.

인간은 오랫동안 치유에 대한 지식이나 기술을 가진 사람들에게 조언을 구했다. 고생물학과 다른 역사적 기록들은 고대 사회가 질병과 발병을 어떻게 다루었는지를 조사할 수 있게 해준다. 고대 이집트의 통치자들은 특정 질병의 전문가인 의사들을 후원했다. 임호테프는 이름이 알려진 최초의 의사였다. 기원전 2650년경에 살았던 이집트인이었던 그는 이집트인들이 의학에서 진보하고 있던 시기에 조서왕의 고문이었다. 의학에 대한 그의 공헌 중에는 상처, 부러진 뼈, 심지어 종양의 치료에 관한 교과서도 있었다.
전염병의 확산을 막는 것은 건강한 사회를 유지하는 데 가장 중요했다. 펠로폰네소스 전쟁 중에 질병이 발생한 것은 전염병에서 살아남은 투키디데스에 의해 기록되었다. 그의 설명을 보면 질병 자체의 외부 요인이 사회에 어떤 영향을 미칠 수 있는지 알 수 있다. 아테네인들은 포위되었고 도시 안에 집중되었다. 주요 도심이 가장 큰 피해를 입었다. 이것은 발병을 훨씬 더 치명적으로 만들었고, 식량 부족 가능성이 있는 아테네의 운명은 피할 수 없었다. 인구의 약 25%가 이 질병으로 사망했다. 투키디데스는 이 전염병이 "모두 똑같이 전염되었다"고 말했다. 그 질병은 다양한 연령, 성별, 국적의 사람들을 공격했다.

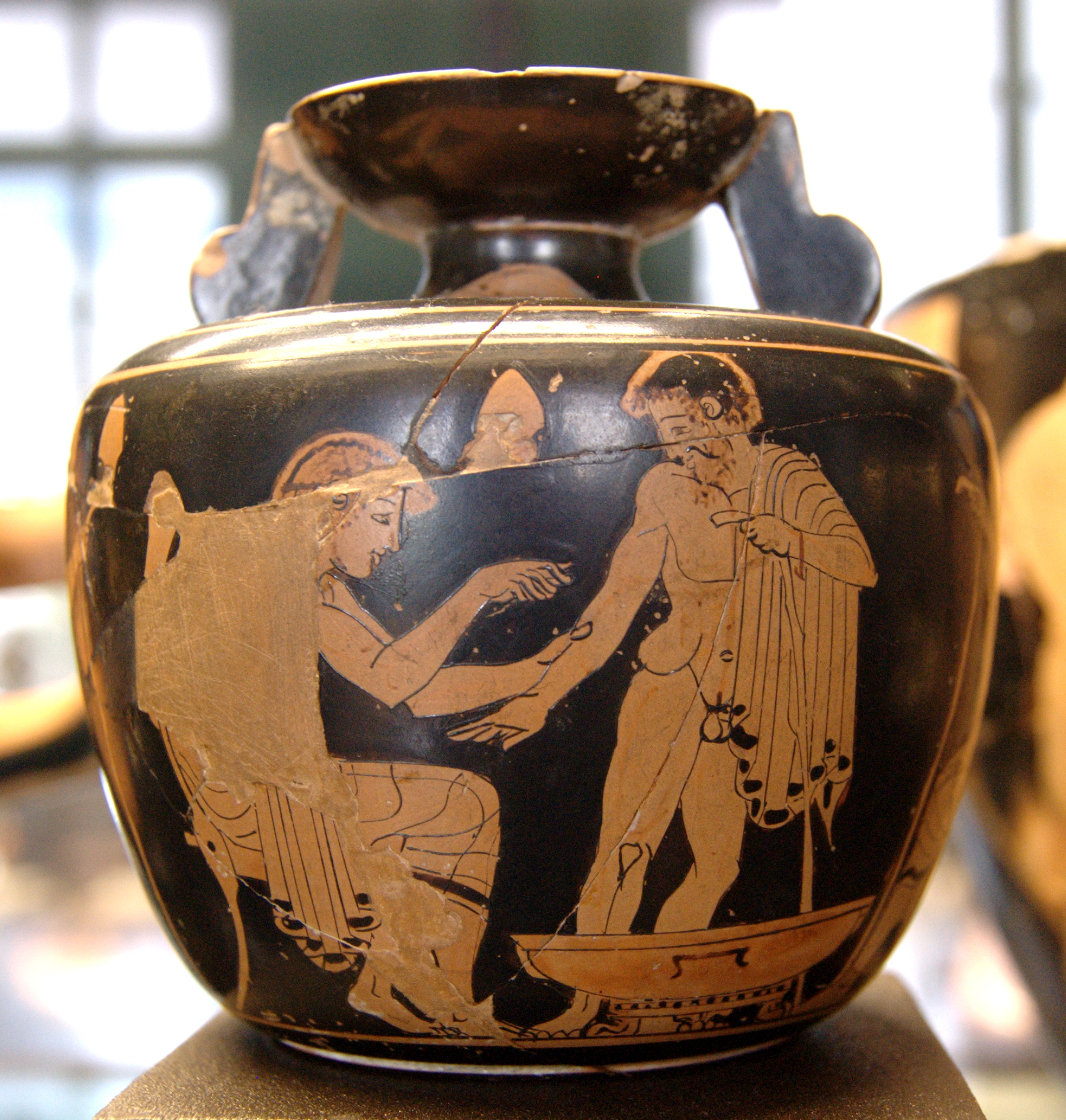
기원전 480년에서 470년 사이의 환자를 치료한 고대 그리스의 의사가 그려진 항아리이다.

고대의 의료 체계는 점술과 의식을 통해 질병을 줄이는 것의 중요성을 강조했다. 다른 행동 강령과 식이 요법은 고대 세계에 널리 퍼져 있었다. 중국 주나라 때 의사들은 건강을 지키기 위해 운동, 명상, 절제를 제안했다. 중국인들은 건강과 정신적 행복을 밀접하게 연관시킨다. 고대 인도의 건강 제도는 건강한 삶을 위한 최선의 방법으로 구강 건강에 초점을 맞추었다. 탈무드 법전은 의식적인 청결을 강조하고 질병을 특정 동물과 연결하며 식단을 만드는 건강 규칙을 만들었다. 다른 예로는 모자이크 법전과 로마 목욕탕, 수도교 등이 있다.
고대 세계에서 건강, 위생, 질병에 가장 관심이 많았던 사람들은 엘리트 계층이었다. 건강은 정신적 타락의 위험을 줄여주고, 따라서 자신을 문명의 등불로 보는 지배층의 사회적 지위를 높여준다고 여겨졌다. 로마 시대 후기에, 하층 계급을 위한 위생 시설은 여가 계급의 관심사였다. 돈이 있는 사람들은 엘리트가 아닌 사람들의 건강에 초점을 맞춘 자선 단체에 기부할 것이다. 로마 제국의 쇠퇴 이후, 의사들과 공중 보건에 대한 관심은 대도시를 제외하고는 사라졌다. 보건과 공공 의사들은 비잔티움 제국에 남았다. 천연두와 같은 질병의 확산을 막는 데 초점을 맞추는 것은 많은 서구 세계에서 더 적은 사망률로 이어진다. 현대의 인구 증가를 가능하게 한 다른 요인들은 더 나은 영양 공급과 깨끗한 물 공급과 같은 환경 개혁을 포함한다.
오늘날 국가의 공공 관심사가 되는 건강에 대한 감각은 중세 시대에 시작되었다. 몇몇 국가의 개입에는 깨끗한 마을 유지, 전염병 발생 시 방역 시행, 하수도 시스템 감독 등이 포함된다. 민간 기업들도 공중 보건 분야에서 역할을 했다. 연구를 위한 자금과 그들이 일할 수 있는 기관들은 정부와 민간 기업들에 의해 자금이 지원되었다. 전염병은 대부분의 정부 개입의 원인이었다. 공중 보건의 초기 목표는 반동적인 반면, 현대의 목표는 질병이 문제가 되기 전에 예방하는 것이다. 세계 보건의 전반적인 개선에도 불구하고, 부유층과 빈곤층 사이의 건강 격차는 여전히 줄어들지 않고 있다. 오늘날 사회는 건강 문제를 사회 전체보다는 개인 탓으로 돌릴 가능성이 더 높다. 이것은 20세기 후반에 지배적인 견해였다. 1980년대에 영국에서 출판된 블랙 리포트는 이러한 견해에 반대했고 문제의 진정한 근원은 물질적 박탈이라고 주장했다. 이 보고서는 이러한 문제들을 해결하기 위한 포괄적인 빈곤 퇴치 전략을 제안했다. 이것이 보수당 정부의 견해와 평행하지 않았기 때문에, 그것은 즉시 행동으로 옮기지 못했다. 보수당 정부는 블랙 리포트가 나열한 제안을 이행하지 않아 노동당으로부터 비판을 받았다. 이 비판은 블랙 리포트에 필요한 노출을 주었고, 그 주장은 건강 불평등에 대한 타당한 설명으로 여겨졌다. 빈곤이 건강을 해치는 것인지, 건강을 해치는 것이 빈곤을 해치는 것인지에 대한 논쟁도 있다. 국민 보건 서비스의 주장은 빈곤과 의료 서비스에 대한 접근성 부족을 상당히 강조했다. 유전이 사회적 환경보다 건강에 더 큰 영향을 미친다는 사실도 밝혀졌지만, 사회경제적 불평등과 질병 사이에는 실제로 긍정적인 상관관계가 있다는 사실도 연구를 통해 입증되었다.

## 방법론
건강과 질병의 사회학은 개념화, 측정과 사회적 분포의 연구, 그리고 건강과 질병의 패턴의 정당화의 세 가지 영역에 초점을 맞추고 있다. 이러한 것들을 봄으로써, 연구자들은 사회학적인 관점에서 다른 질병들을 볼 수 있다. 다른 질병에 대한 유병률과 반응은 문화에 따라 다르다. 악화된 건강을 봄으로써, 연구자들은 건강이 다른 사회적 규제나 통제에 영향을 미치는지 알 수 있다. 건강과 질병의 분포를 측정할 때는 공식 통계와 지역사회 조사를 살펴보는 것이 유용하다. 공식적인 통계는 치료를 받은 사람들을 보는 것을 가능하게 한다. 그것은 그들이 건강 서비스를 이용할 의사와 능력이 있다는 것을 보여준다. 그것은 또한 그들의 질병에 대한 감염된 사람의 견해를 밝힌다. 반면에, 지역 사회 조사는 사람들의 건강 등급을 조사한다. 그런 다음 임상적으로 정의된 질병과 자가 보고의 관계를 살펴보면 종종 불일치가 있다는 것을 발견한다.
사망률 통계가 질병률 통계를 대체하는 경우가 많은데, 그 이유는 사람들이 전형적으로 퇴행성 질환으로 사망하는 많은 선진 사회에서, 그들이 사망하는 나이가 그들의 생애 건강을 더 조명하기 때문이다. 이것은 질병의 패턴을 볼 때 많은 한계를 낳지만, 사회학자들은 분포를 더 잘 분석하기 위해 다양한 데이터를 보려고 노력한다. 일반적으로 개발도상국들은 선진국들에 비해 기대수명이 낮다. 그들은 또한 사망률과 성별, 나이 사이의 상관관계를 발견했다. 매우 젊고 나이가 많은 사람들은 질병과 죽음에 더 취약하다. 평균적으로 여성이 남성보다 더 오래 살지만, 여성은 건강이 나빠질 가능성이 더 높다.
| >80 77.5–80 75–77.5 72.5–75 70–72.5 | 67.5–70 65–67.5 60–65 55–60 50–55 |

2015년 지역별 기대수명

의료계에서는 알코올 섭취, 흡연, 식이요법, 운동 등 '건강 관련 행동'을 더 중요시함에도 불구하고 같은 사회 내 계층과 민족이 다른 사람들 간의 건강 격차도 발견되었다. 이러한 행동들이 다른 요인들보다 건강에 더 큰 영향을 미친다는 결론을 뒷받침하는 많은 자료들이 있다. 사회학자들은 건강과 질병을 넓은 시각으로 보는 것이 더 도움이 된다고 생각한다. 사회학자들은 알코올 소비, 흡연, 식이요법, 그리고 운동이 중요한 문제라는 것에 동의하지만, 그들은 또한 이러한 패턴에 영향을 미치는 문화적 요인들을 분석하는 것이 중요하다고 본다. 사회학자들은 또한 생산적인 과정이 건강과 질병에 미치는 영향을 살펴본다. 또한 산업 오염, 환경 오염, 직장에서의 사고, 스트레스 관련 질병 등을 살펴본다.
사회적 요인은 건강과 질병을 발전시키는 데 중요한 역할을 한다. 역학에 대한 연구는 직장에서의 자율성과 통제가 심장병의 병인에 필수적인 요소라는 것을 보여준다. 한 가지 원인은 노력과 보상의 불균형이다. 경력 향상 기회의 감소와 업무에 대한 통제의 주요 불균형은 다양한 부정적인 건강 비용과 연결되었다. 연금권이 사회경제적 지위가 다른 은퇴한 남녀의 사망률 차이를 조명할 수 있다는 다양한 연구 결과가 나왔다. 이러한 연구들은 건강과 질병에 영향을 미치는 외부 요인들이 있다는 것을 보여준다.

## 국제적 관점

### 아프리카

HIV 또는 AIDS에 감염된 아프리카의 성인 수 추정치. 사하라 사막 이남의 아프리카에서 감염 수준이 훨씬 더 높다.

HIV/AIDS는 아프리카의 사회 복지에 영향을 미치는 주요 전염병이다. 인간면역결핍바이러스(HIV)는 후천성면역결핍증후군(AIDS)의 약자인 에이즈를 유발할 수 있는데, 후천성면역결핍증(AIDS)은 면역계가 기능을 상실하기 시작하여 생명을 위협하는 감염을 의미한다. 전 세계 HIV 인구의 3분의 2가 사하라 사막 이남의 아프리카에 위치해 있다. 전염병이 시작된 이래로 1,500만 명 이상의 아프리카인들이 HIV/AIDS 합병증으로 사망했다.
사하라 이남 아프리카의 종교적 하위집단에 속한 사람들과 종교활동에 적극적이고 자주 참여하는 사람들은 HIV/AIDS에 걸릴 위험이 더 낮으며, 반대로 감염된 남성은 처녀와 성관계를 가짐으로써 감염을 치료할 수 있다는 믿음이 많다. 이러한 믿음들은 바이러스에 감염된 사람들의 수를 증가시키고 또한 여성에 대한 강간의 수를 증가시킨다.
허브 치료는 아프리카에서 HIV를 치료하는 데 사용되는 주요 의약품 중 하나이다. 그것은 더 저렴하기 때문에 표준 치료보다 더 많이 사용된다. 허브 치료는 더 저렴하지만 연구되지 않고 규제가 잘 되지 않는다. 한약이 효과가 있는지 그리고 약이 무엇으로 구성되어 있는지에 대한 이러한 연구의 부족은 아프리카 HIV의 치료 주기의 주요한 결함이다.
경제적으로, HIV는 상당한 부정적인 영향을 미친다. 아프리카의 노동력은 HIV 관련 사망과 질병으로 인해 서서히 감소하고 있다. 이에 대응하여, 정부 수입은 감소하고 세수도 감소한다. 정부는 HIV/AIDS에 걸린 사람들을 돌보기 위해 버는 것보다 더 많은 돈을 써야 한다.

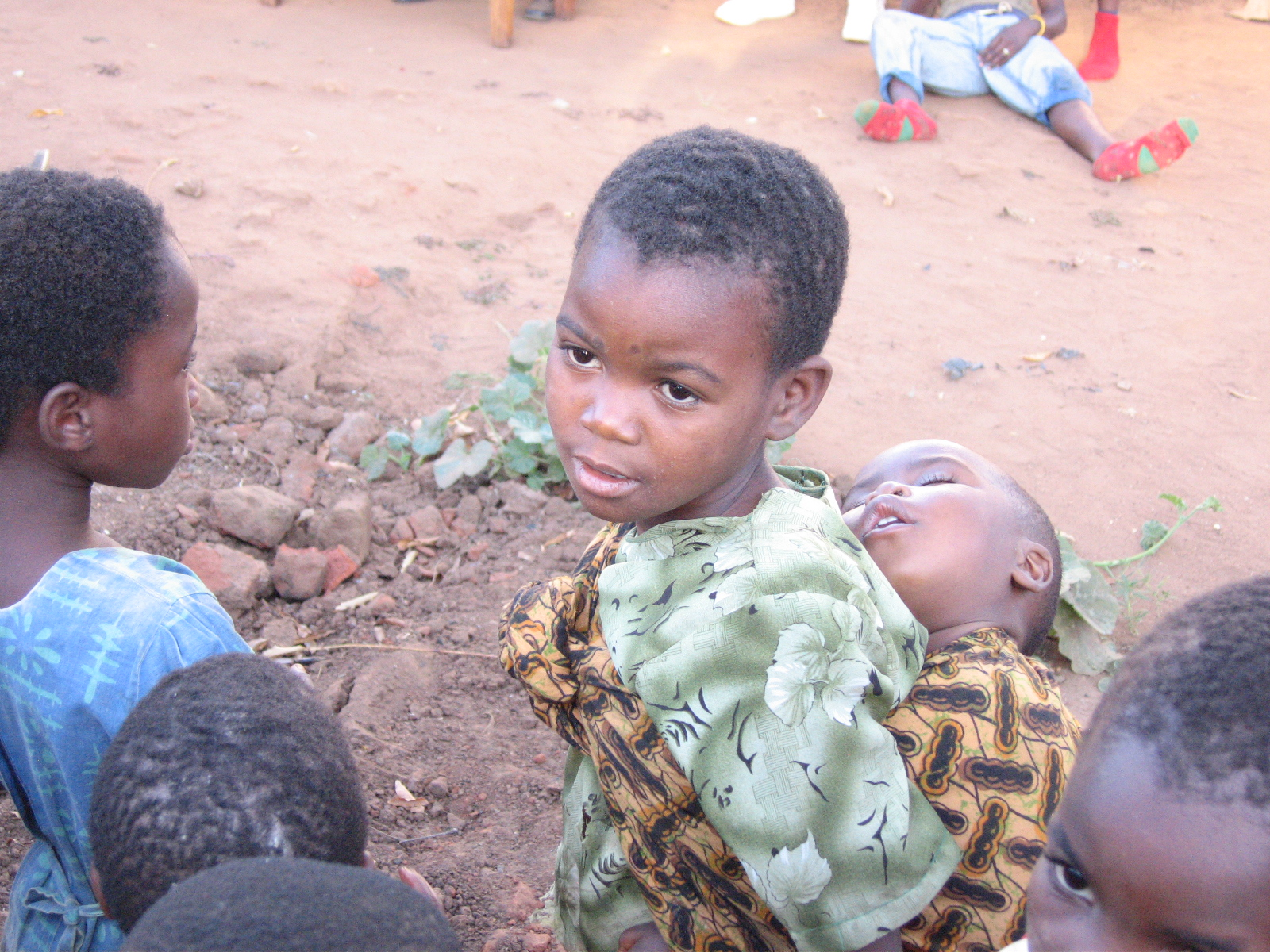
말라위의 에이즈 고아들

HIV와 관련된 아프리카의 주요 사회 문제는 고아 전염병이다. 아프리카의 고아 전염병은 지역적인 문제이다. 대부분의 경우, 부모 모두 HIV에 감염되어 있다. 이 때문에 아이들은 대개 할머니가 키우고, 극단적인 경우에는 혼자 생활한다. 아픈 부모들을 돌보기 위해, 아이들은 수입을 창출하기 위해 일함으로써 더 많은 책임을 져야 한다. 아이들은 부모님을 잃었을 뿐만 아니라 어린 시절도 잃는다. 부모들을 돌봐야 하기 때문에, 아이들은 또한 십대 임신과 HIV 감염자의 위험을 높이는 교육을 받는 것도 놓친다. 고아 전염병을 줄이는 가장 효율적인 방법은 예방이다: 아이들이 태어날 때 어머니로부터 HIV에 감염되는 것을 막고, 아이들이 나이가 들면서 그 질병에 대해 교육하는 것이다. 또한, 성인들에게 HIV에 대해 교육하고 감염된 사람들을 적절하게 돌보는 것은 고아 인구를 낮출 것이다.
HIV/AIDS 전염병은 아프리카 사람들의 평균 수명을 20년 줄이고 있다. HIV로 인한 사망률이 가장 높은 연령대는 20세에서 49세 사이이다. 이 연령대는 성인들이 높은 약값 때문에 아이들을 학교에 보낼 수 없는 수입의 대부분을 얻는 시기라는 사실이다. 그것은 또한 전염병에 대응하는 데 도움을 줄 수 있는 사람들을 제거한다.

### 아시아
아시아 국가들은 인구, 부, 기술, 건강 관리의 다양성이 매우 커서 건강과 질병에 대한 태도가 다르다. 예를 들어, 일본은 기대수명이 세 번째로 높은(82세) 반면, 아프가니스탄은 11번째로 나쁜(44세)다. 아시아 보건의 주요 이슈는 출산과 산모 건강, HIV와 에이즈, 정신 건강, 그리고 노화와 노인들을 포함한다. 이러한 문제들은 종교나 신앙 체계의 사회학적 요인, 전통적인 의학 관행과 현대의 전문성을 조화시키려는 시도, 그리고 아시아 주민들의 경제적 지위에 영향을 받는다.

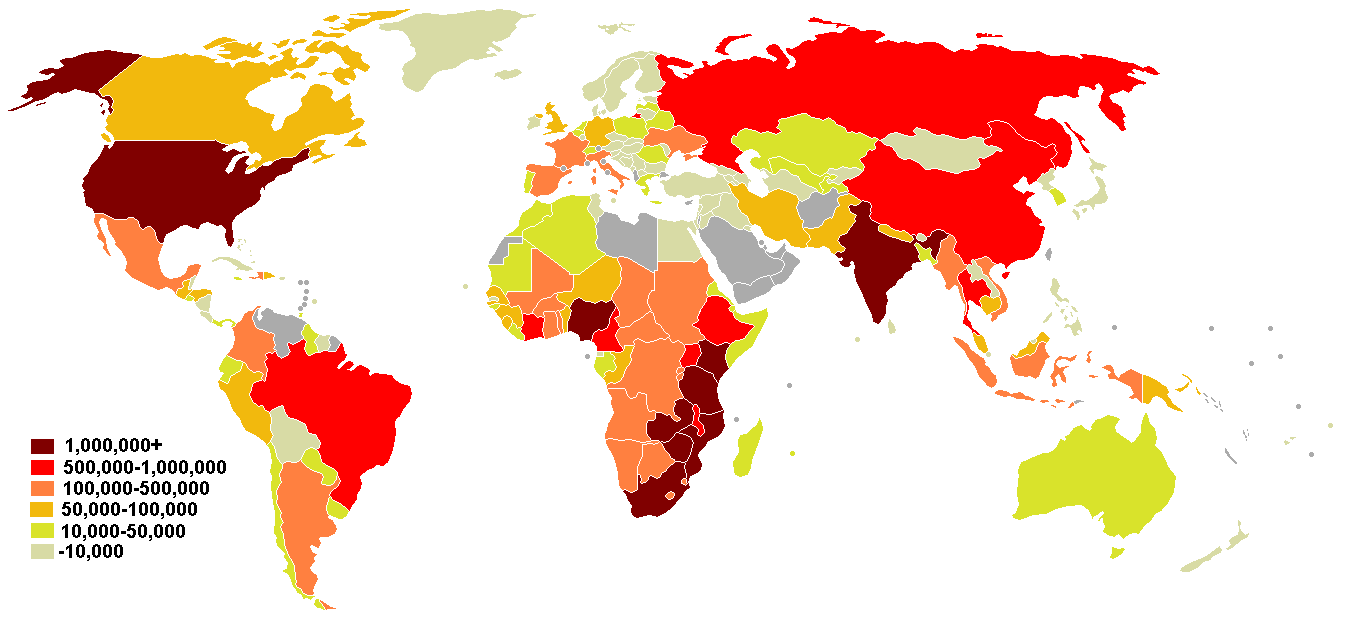
HIV/AIDS 환자

세계의 다른 나라들과 마찬가지로, 아시아는 HIV와 AIDS의 전염병 가능성으로 위협받고 있다. 베트남은 사회가 아시아 HIV/AIDS에 대한 인식과 이 질병에 대한 태도를 어떻게 형성하고 있는지를 보여주는 좋은 예이다. 베트남은 봉건적이고 전통적인 뿌리를 가진 나라로, 침략으로 인해 전쟁, 기술, 여행이 점점 더 세계화되고 있다. 세계화는 전통적인 관점과 가치관을 변화시켰다. 그것은 또한 베트남에서 HIV와 에이즈의 확산에 책임이 있다. 심지어 초기의 세계화는 이 문제를 가중시켰다 – 중국의 영향으로 베트남은 여성이 남성보다 덜 중요한 유교 사회가 되었다. 우위에 있는 남성들은 성적으로 책임질 필요가 없으며, 일반적으로 교육을 잘 받지 못한 여성들은 종종 다른 성병뿐만 아니라 HIV와 에이즈의 확산을 영구화하면서 위험을 인식하지 못한다.
유교는 수세기 동안 아시아, 특히 중국, 일본, 한국에서 신앙 체계에 강한 영향을 미쳤으며, 그 영향은 사람들이 의료를 추구하거나 추구하지 않는 방식에서 볼 수 있다.  아시아에서 중요한 문제는 장애인의 장애 적응 능력에 대한 사회적 영향이다. 문화적 신념은 신체적, 정신적 장애에 대한 태도를 형성한다. 중국은 이 문제를 예로 든다. 중국의 유교 전통(유교가 전파된 다른 나라에서도 적용 가능)에 따르면, 사람들은 건강 증진과 질병 예방에 중점을 두고 삶에서 항상 건강을 추구해야 한다. 중국인들에게 장애가 있다는 것은 한 사람이 적절한 생활 방식을 이끌지 못했다는 것을 의미하며, 따라서 장애인들이 그들의 장애를 받아들이거나 적응할 수 있는 더 나은 방법을 모색할 기회가 부족하다.
토착적인 치료 관행은 아시아 전역에서 매우 다양하지만 종종 특정한 패턴을 따르며 오늘날에도 여전히 널리 퍼져 있다. 많은 전통적인 치유 관행은 샤머니즘과 본초학을 포함하고 있으며, 작은 그룹으로 입으로 전해지거나 심지어 제도화되고 전문화되었을 수 있다. 많은 개발도상국에서 수십 년 전까지 이용할 수 있는 유일한 의료 서비스는 전통적인 의학과 정신적 치유에 기초한 것들이었다. 이제 정부는 현대와 전통 사이에서 균형을 이루는 건강 정책을 만들기 위해 노력해야 한다. 세계보건기구와 같은 단체들은 전통을 현대 과학으로 대체하려고 하지 않고, 대신 안전을 보장하되 접근성을 유지하기 위해 규제하는 정책을 만들려고 노력한다. 인도는 특히 전통 의약품을 안전하지만 가능한 한 많은 사람들이 이용할 수 있도록 하기 위해 노력하고 있으며, 전통을 현대화에 맞춰 조정하면서도 여전히 시민들의 경제적 위치와 문화를 고려하고 있다.

세계보건기구 깃발

정신 건강 문제는 아시아 국가들에서 점점 더 많은 관심을 받고 있다.  이 나라들 중 많은 나라들이 경제를 현대화하고 발전시키는 데 몰두하고 있으며, 이는 문화적 변화를 초래한다. 인도의 사회심리학자들은 현대 기술을 전통적인 관행과 조화시키기 위해 심리학을 토착화하는 과정에 있다. 토착 심리학은 한 문화의 법, 이론, 원리, 사상에서 파생되어 각 사회에 고유한 심리학이다.
많은 아시아 국가들에서 출산은 여전히 전통적인 방법으로 다루어지며 지역적인 태도로 생각된다. 예를 들어, 파키스탄에서 임신 및 산전 관리(ANC)에 관한 결정은 보통 나이든 여성, 종종 임산부의 시어머니에 의해 이루어지며, 어머니와 아버지는 그 과정에서 거리를 둔다. 그들은 그들의 교육, 계층, 그리고 재정적인 상황에 따라 전문적인 ANC를 받을 수도 있고 받지 않을 수도 있다. 일반적으로 아시아에서 출산은 여전히 여성의 영역이고 남성 산부인과 의사는 드물다. 여성 조산사와 치료사들은 여전히 대부분의 장소에서 일반적이다. 서구의 방법들은 산모의 건강을 개선하고 산아의 수를 증가시키려는 시도에서 전통적인 방법들을 능가하고 있다.
대부분이 개발도상국인 아시아 국가들은 경제 건설을 시도하고 있음에도 불구하고 빠르게 고령화되고 있다. 심지어 일본, 싱가포르, 대만과 같은 부유한 아시아 국가들도 매우 고령 인구를 가지고 있기 때문에, 그들의 노인들을 돌보면서 그들의 경제와 사회를 적은 젊은 세대들과 함께 유지하려고 노력해야 한다. 대부분의 아시아 문화권에서 노인들은 전통적으로 존경받고 잘 보살핌을 받아왔다; 전문가들은 미래의 젊은 세대들은 여성들이 더 많은 노동력에 참여하는 것과 같은 다양한 요소들, 도시화나 이주로 인한 가족의 분리, 개인주의와 같은 서구화의 확산, 때문에 나이든 친척들의 건강 관리에 대해 덜 걱정하고 관여할 것이라고 예측한다, .

### 호주
태평양 제도를 포함한 호주 대륙에서 발견되는 건강 패턴은 유럽 식민지화의 영향을 많이 받았다. 오스트레일리아에서는 토착적인 의학적 믿음이 크게 널리 퍼져있지 않지만, 전통적인 생각은 여전히 태평양의 많은 섬들의 건강 관리 문제에 영향을 미치고 있다. 호주의 급속한 도시화는 장티푸스와 부보닉 페스트의 전염병으로 이어졌다. 이것 때문에, 공중 보건은 1870년대 후반에 이러한 질병과 다른 질병들을 통제하기 위한 노력으로 전문화되었다. 그 이후로 호주의 건강 시스템은 서구 국가들과 비슷하게 발전해 왔으며, 건강 관리에 영향을 미치는 주요 문화적 영향은 정부를 통제하는 정당들의 정치적 이념이다.

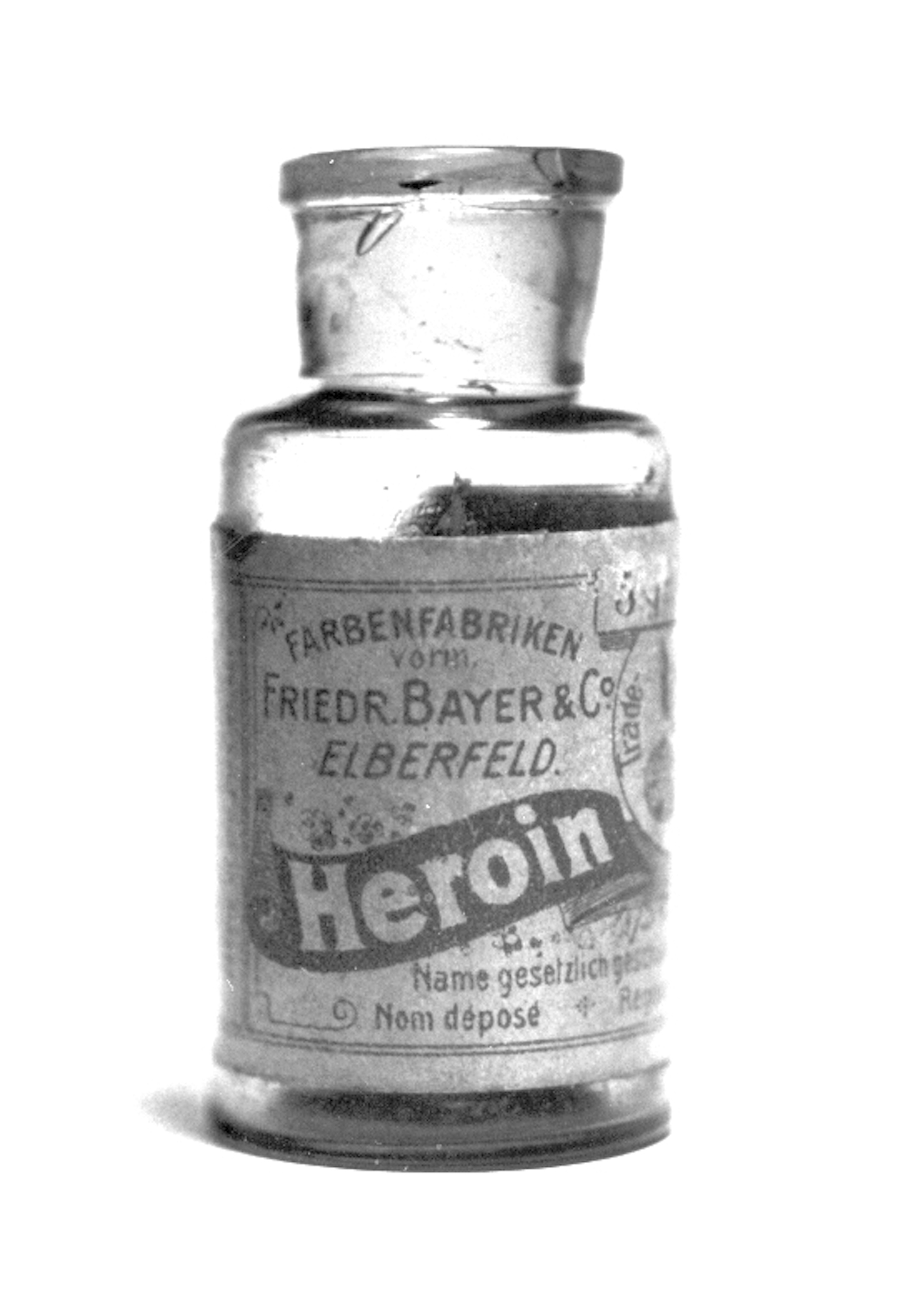
오래된 헤로인 병

호주는 1870년대부터 '문제가 있는 음주자'들을 위한 치료 시설을 갖추고 있다. 1960년대와 1970년대에 호주에는 수십만 명의 알코올 중독자가 있다는 것이 인식되었고, 치료가 일반적으로 효과적이지 않다는 사회적 합의가 있었기 때문에 예방이 치료보다 우선시되었다. 정부는 알코올 소비를 억제하기 위해 법을 통과시키기 시작했지만, 호주 남부의 와인 생산 지역들로부터 지속적으로 반대에 부딪혔다. 정부는 또한 불법 마약, 특히 1950년대에 진통제로 널리 사용된 헤로인과 전쟁을 벌였다.
전문가들은 태평양 제도의 많은 건강 문제들이 유럽 식민지화와 그에 따른 섬 공동체의 세계화와 현대화로 거슬러 올라갈 수 있다고 믿는다.  유럽의 식민지화와 늦은 독립은 근대화를 의미했지만 경제 성장이 더딘 것을 의미했고, 이는 의료, 특히 태평양 제도의 영양에 엄청난 영향을 미쳤다. 식민지의 종식은 의료 자원의 손실을 의미했고, 신생 독립 정부는 식민지 정부가 시행한 보건 정책을 계속할 여유가 없었다.영양이 근본적으로 변화되어 다양한 다른 건강 문제를 발생시켰다. 도시 지역은 더 번영하고, 음식을 살 여유가 있었지만, 그들은 빈약한 식단을 선택했고, '과영양'을 유발했고, 극도로 높은 수준의 비만, 제2형 당뇨병, 심혈관 질환을 초래했다. 반면 가난한 농촌 지역사회는 영양실조와 말라리아로 계속 고통받고 있다.
태평양의 전통적인 식단은 지방이 매우 낮지만, 제2차 세계 대전 이후 태평양 식단에서 지방과 단백질이 상당히 증가했다. 체중에 대한 타고난 태도가 비만 문제의 원인이 된다. 통가 원주민들은 비만을 긍정적인 것으로 보고 있는데, 특히 남성들에게서 그렇다. 그들은 또한 남성들이 그들을 부양하는 동안 여성들이 가능한 한 신체적인 일을 적게 해야 한다고 믿는데, 이것은 그들이 운동을 거의 하지 않는다는 것을 의미한다.

### 유럽
유럽 전역에서 건강을 개선하기 위한 가장 큰 노력을 하는 곳은 세계보건기구 유럽 지역이다. 그 목표는 환경, 경제, 사회를 포함한 건강한 생활 방식을 촉진하고 의료를 제공함으로써 가난한 사람들과 혜택 받지 못한 사람들의 건강을 향상시키는 것이다. 유럽의 전반적인 건강 상태는 다른 나라들과 비교했을 때 매우 높다. EU 국가들의 평균 수명은 약 78세이지만 서유럽과 동유럽 사이에는 큰 차이가 있다. 그것은 러시아에서 67세, 발칸반도 국가들에서 73세로 낮다. 유럽은 악화된 사회경제적 상황 때문에 동유럽에서 HIV/AIDS의 확산이 증가하고 있다. 심혈관계 질환, 암, 당뇨병이 더 만연한 곳은 동유럽이다. 세계보건기구는 빈곤이 유럽 전역의 건강을 악화시키는 가장 중요한 요인이라고 주장한다. 낮은 사회 경제적 지위에 있는 사람들과 많은 젊은이들은 증가된 담배, 술, 그리고 비의료 물질의 사용 때문에 위험에 처해 있다. 유럽의 건강 및 질병 예방은 주로 의료, 보험 및 사회 프로그램을 규제하는 것을 포함한 정부 서비스에 의해 자금 지원을 받는다. 그러나 종교와 전통 의학의 역할은 종종 그러한 보고서에서 검토되지 않고 방치된다.
영국의 고혈압에 대한 연구는 그 진단과 치료에서 믿음이 하는 역할을 조사하는 것으로 방향을 틀었다. 고혈압은 뇌졸중과 관상동맥질환의 위험 증가와 관련이 있기 때문에 연구의 필수 주제이다. 고혈압에 대한 가장 일반적인 치료법은 약물 치료이지만 이 치료 계획에 대한 준수 수준은 낮다. 영국에서 실시된 한 연구는 '백인' 환자와 서인도 제도에서 온 1세대 이민자들 사이의 차이점을 조사했다. 환자의 진단에 대한 인식과 신념을 포함하는 불만족에 대한 다양한 이유가 있었다. 환자들은 일반적으로 처음 진단을 받았을 때 높은 수준의 불안이 주요 원인이라고 믿고 스트레스 수준이 감소하면 고혈압도 감소할 것이라고 생각한다. 영국에 기반을 둔 이 연구의 다른 응답자들은 약물의 필요성에 대해 다양한 믿음을 가지고 있었고, 다른 응답자들은 여전히 약물의 부작용이 그들이 처방된 식이요법을 중단하게 만들었다고 주장했다. 그들에게 장기 약물 치료를 거부하도록 가르치는 평신도 문화를 가진 서인도 응답자들은 '백인' 응답자들보다 더 많은 수의 민간 치료법을 선택했다. 여기서 볼 수 있는 것은 어떤 사람들은 의사의 전문가 조언을 무시하고 대신 '레이 컨설팅'을 이용할 것이라는 것이다.

세계보건기구의 지역

사람들이 의학적 도움을 받기 전에 그들은 스스로 증상을 해석하려고 노력하고 종종 그들의 삶에서 사람들과 상의하거나 '자조' 조치를 사용한다. 인플루엔자, 감염, 근골격계 문제를 포함한 핀란드의 '일상적 질병'에 대한 연구는 의학 전문가와 상담하는 이유와 질병에 대한 설명에 초점을 맞췄다. 이러한 흔한 질병들은 그들의 심각성 때문이 아니라 그들의 빈도 때문에 검사되었다. 연구자들은 사람들이 의학적 도움을 찾는 다섯 가지 가능한 계기를 설명한다: 1-인적 위기의 발생 2-사회적, 개인적 관계에 대한 지각된 간섭 3-직업적, 신체적 활동에 대한 다른 사람들에 의한 지각된 간섭 4-특정 불만이 얼마나 지속되어야 하는지에 대한 환자들의 생각 5. 이러한 종류의 설명 모델은 사람들이 의학 문화를 구성하기 위해 사용하는 과정의 일부이다. 그들은 질병과 건강에 의미를 부여하고, 건강에 대한 개인적 책임에 대한 질문에 답하며, 가장 중요한 것은 환자와 전문가의 질병 설명 사이의 대화의 일부이다. 그것은 왜 어떤 환자들은 의사의 지시를 그대로 따르고 다른 환자들은 완전히 무시하는지 탐구하는 데 도움이 될 수 있다. 환자의 질병에 대한 설명이나 이해는 의사의 설명보다 훨씬 광범위할 수 있으며, 이러한 역학은 일반적으로 "사회적, 심리적, 경험적 질병의 차원"을 배제하기 때문에 현대 의학 관행에 대한 주요 비판이 되었다
핀란드의 연구는 127명의 환자를 조사했고 그 결과는 '레이 상담'이 더 많은 다른 나라들의 연구 결과와는 달랐다. 응답자의 절반은 의사 사무실에 오기 전에 어떤 평신도 상담을 받지 않았다. 3분의 1은 자가 치료를 시도하지 않았고, 4분의 3은 증상이 나타난 지 3일 이내에 의사와 상담했다. 가능한 설명은 핀란드에서 그들의 의료 시스템 내에 "과보호" 측면이 있다는 것이다. 많은 사람들이 핀란드 사람들이 의존적이고 무력하다고 결론을 내릴 수도 있지만, 이 연구의 연구자들은 사람들이 전문가들에게 어떤 평범한 설명보다 그들을 신뢰하기 때문에 그들을 상담하는 것을 선택했다는 것을 발견했다. 이러한 결과는 아일랜드에서 이 현상을 강력한 직업 윤리에 기반을 둔 것으로 설명하는 유사한 연구를 반영한다. 이 나라들의 질병은 그들의 일에 영향을 미칠 것이고 핀란드 사람들은 그들이 직장으로 돌아갈 수 있도록 빠르게 치료를 받을 것이다. 핀란드의 이 연구는 또한 환자와 의사의 관계가 다음에 근거한다고 설명한다:
1. 더 많은 산출물과 더 만족스러운 환자를 요구하는 국가 및 지방 행정 관료들
2. 더 나은 보살핌을 요구하는 대중들
3. 의사들이 환자를 전체적으로 보지 않는다고 비판하는 간호사들
4. 심각한 질병(예: 암)에 대한 더 나은 검진을 원하는 병원 전문가들.[30]

의학계와 일반계 사이의 갈등이 두드러진다. 한편으로 많은 환자들은 자신이 자신의 몸에 대한 전문가라고 믿고 있으며 의사와 환자의 관계를 권위주의적인 것으로 보고 있다. 이러한 사람들은 건강과 질병을 다루기 위해 종종 의료 분야 밖의 지식을 사용할 것이다. 다른 사람들은 의사를 전문가로 보고 자신의 증상을 설명하는 것을 부끄러워하기 때문에 진단과 치료를 의사에게 의존한다.
유럽에서 건강과 질병의 사회학은 유럽보건의료사회학회(ESHMS)로 대표된다.

### 북아메리카

체질량지수가 30 이상인 OECD 국가의 인구와 총 인구(15세 이상)의 비율의 수치를 비교한다. 데이터는 1996년과 2003년 사이에 수집되었다.

북아메리카는 미국, 캐나다, 멕시코, 중앙아메리카, 카리브해로 이루어진 꽤 최근에 정착한 대륙이다. 그것은 부, 사상, 문화, 그리고 관행의 융합에 의해 지어졌다. 북미는 지적으로, 기술적으로, 그리고 전통적으로 매우 발전했다. 북미 국가들의 이러한 유리한 성격은 남성의 경우 75세, 여성의 경우 80세라는 높은 평균 기대수명을 야기했다. 이는 북미가 비교적 건강한 사회를 형성했다는 결론으로 이어진다. 북미는 여러 핵심 국가를 포함하고 있기 때문에, 그 국가들의 성장하는 경제는 의료 기관을 유지하고 발전시킬 수 있다. 이것은 미국 시민들에게 건강 관리에 대한 더 많은 접근을 제공하지만 건강 관리는 보편적이지 않다. 북미는 산업화와 현대화에 있어서 선도적인 국가로 알려져 있지만, 미국은 기본적인 인권으로서의 의료에 관한 연방법이 부족하다. 이러한 의료 보장의 지연은 제약 경쟁, 노인에 대한 관리 부족, 대체 의학에 대한 관심 부족과 같은 후속 문제를 야기한다. 의료와 교육은 많은 비용이 들고 많은 이유로 인해 여전히 질병이 지속되고 있다. 주된 이유는 여전히 많은 수의 중하위 계층 인구가 존재하여 신체적 질병에 매우 취약한 집단을 유지하고 있기 때문이다.

전 세계의 알코올 소비량을 보여주는 세계 지도

북미의 주요 질병 위험 요인은 현재 과도한 알코올 사용, 영양실조, 비만, 담배 사용, 수질 위생이다. 비만은 최근 북미에서 유행하고 있다. 1990년대는 평균 체질량 지수, 즉 BMI의 상승을 가져왔다. 10년의 시작부터 끝까지, 비만인 성인의 중간 비율은 12%에서 20%로 증가했다. 알코올 중독은 알코올 과다 섭취의 중독이며 미국에서 매우 널리 퍼져 있다. 많은 다른 세계 지역에서 높은 발병률이 있다. 2007년 미국 성인의 약 61%가 술을 마셨고, 현재 음주자의 21%가 지난해 한 시점에 5개 이상의 음료를 소비했다. 미국에서도 지난 1년간 알코올로 인한 사망자가 2만2073명으로 이 중 간 질환과 관련된 사망자가 약 1만3000명에 이른다. 알코올 중독은 유전, 경쟁 또는 가용성으로 인한 스트레스와 같은 북미 문화에 뿌리박힌 많은 위험 요소를 가지고 있다.
신종 플루(H1N1) 전염병은 21세기 초에 출현한 최근의 질병이다. 2009년 4월, 발병 초기에 분자생물학자인 의사 헨리 밀러는 월스트리트 저널에 뉴욕시의 고등학생들에 대해 썼다. 이 학생들은 멕시코에서 바이러스를 가져와 반 친구들을 감염시킨 것으로 보인다. 지금까지 캐나다에서 보고된 6건 모두 멕시코 여행과 직간접적으로 연관이 있었다. 독감 바이러스는 (재채기나 기침에서 나오는 물방울을 통해) 돼지에서 사람으로 직접 전염될 수 있으며, 그 반대도 마찬가지이다. 이러한 이종간 감염은 사람들이 헛간, 박람회의 가축 전시회, 도살장과 같이 많은 수의 돼지들과 가까이 있을 때 가장 흔하게 발생한다. 독감은 직접적으로 또는 오염된 표면을 통해 사람에서 사람으로 전염될 수 있다.

### 남아메리카
남아메리카에 영향을 미치는 많은 질병들이 있지만, 두 가지 주요 질환은 말라리아와 D형 간염이다. 말라리아는 우루과이, 칠레, 그리고 포클랜드 제도를 제외한 남아메리카의 모든 나라에 영향을 미친다. 표고는 말라리아가 발견되는 지역의 주요 요인이다. 그 병은 모기에 물림으로써 사람에서 사람으로 전염된다. 사람들은 일반적으로 해질녘과 새벽에 모기에 물린다. 이 질환의 증상은 고열, 오한, 땀, 두통, 몸살, 허약, 구토, 설사 등이다. 치료하지 않고 방치하면 새로운 증상이 나타날 수 있다; 감염된 사람들은 발작, 섬망, 혼수상태를 경험할 수 있다. 심한 경우에는 사망에 이를 수도 있다. 말라리아는 치료할 수 있지만, 몇 달이 지나야 증상이 두드러질 수 있다. 말라리아를 치료할 수 있는 세 가지 종류의 약이 있다. 감염된 사람의 이러한 약물에 대한 접근성은 그들의 의료 서비스에 대한 접근성과 그들의 재정적 상황에 달려있다. 말라리아 치료에 관한 문헌들은 일반적으로 관광객들을 대상으로 한다. 대부분의 자료들은 원주민들을 염두에 두고 작성되지 않았다.

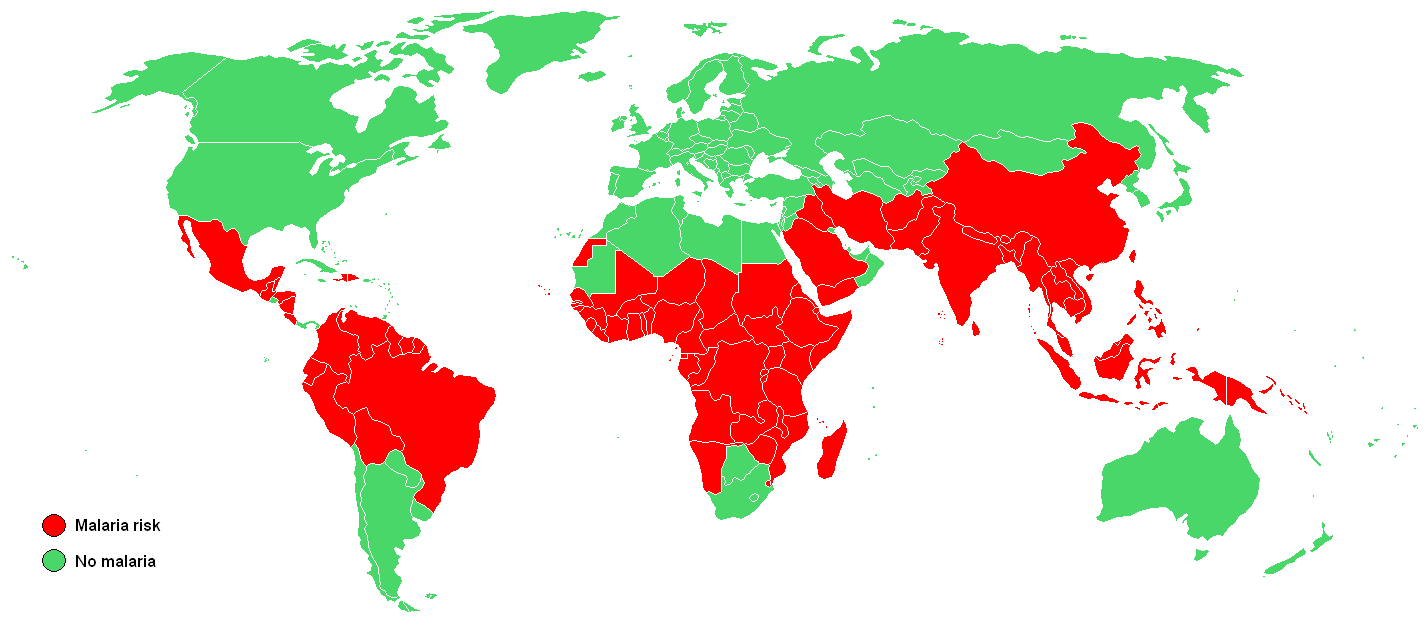
말라리아

D형 간염의 첫 징후는 1978년 HBV 감염을 일으킨 몇몇 이탈리아인들의 간 생검에서 이상하고 인식할 수 없는 내부 핵 항원이 발견되었을 때 발견되었다. 과학자들은 처음에 그것이 HBV의 항원 특이성이라고 생각했지만, 곧 그것이 다른 질병에서 온 단백질이라는 것을 발견했다. 그들은 그것을 "헤파티스 델타 바이러스" (HDV). 이 새로운 바이러스는 결함이 있는 것으로 밝혀졌다. HDV는 HBV가 감지되기 위해 도우미 기능을 수행해야 했다. 일반적으로 B형 간염은 혈액이나 혈액제제를 통해 전염된다. 남아메리카에서 D형 간염은 치명적인 것으로 밝혀졌다. 과학자들은 여전히 이 질병이 특정 남미 국가들을 통해 어떤 방식으로 전염되고 있었는지 확신하지 못하고 있다. 성적 접촉과 약물 사용은 가장 흔한 전염 수단이다. HDV는 여전히 특이한 형태의 간염으로 간주된다. 이 바이러스의 매개체는 식물 비로이드의 매개체와 유사하다. HDV가 HBV의 산하에 있기 때문에 얼마나 많은 고정관념이 존재하는지는 아직도 알 수 없다. HDV는 감염된 사람들의 혈액에서 매우 높은 역가를 유발한다. D형 간염의 잠복기는 일반적으로 35일이다. 대부분의 경우 D형 간염은 B형 간염의 공동 감염이거나 만성 간염의 초감염이다. 슈퍼 감염의 경우 70~80%에 이르는 높은 사망률이 있다; 1~3%의 사망률을 보이는 공동 감염과는 대조적이다. D형 간염의 생태에 대한 정보는 거의 없다. 베네수엘라, 페루, 콜롬비아, 브라질에서 전염병이 발견되었다. B형 간염 치료를 받은 사람들은 D형 간염을 통제할 수 있었다. 만성 HDB를 가진 사람들은 계속해서 HDV에 걸릴 것이다.
남미에 영향을 미치는 또 다른 질병은 HIV와 에이즈이다. 2008년에는 약 2백만명의 사람들이 HIV와 에이즈에 감염되었다. 2008년 말까지 17만명의 사람들이 에이즈와 HIV에 감염되었다. 그 해 말까지 7만 7천 명이 이 병으로 사망했다. 브라질은 남미에서 에이즈와 HIV에 감염된 사람들이 가장 많다. 브라질 사람들의 43%가 HIV에 감염되어 있다.  브라질에서는 주민의 60%가 약물을 사용하고, HIV 양성이며, 그들의 약물 사용 때문에 HIV 양성이다. 일반적으로 이 질병은 주사 바늘이나 무방비 상태의 섹스를 통한 약물 사용에 의해 전염된다. 주사바늘을 공유하고 HIV와 에이즈에 감염되는 것은 파라과이와 우루과이에서 가장 흔하다. 남아메리카는 이 질병에 감염된 수천 명의 사람들에게 치료를 받기 위해 노력하고 있다. 브라질은 유명 상표의 약보다 훨씬 저렴한 일반적인 에이즈 처방전을 제공하고 있다. 브라질에서 감염된 18만 1천 명의 주민들이 치료를 받고 있다. 그것은 즉각적인 도움이 필요한 사람들의 80%를 차지한다. 정부로부터의 이 원조는 긍정적인 결과를 가져왔다. 통계에 따르면 사망률은 50% 감소했고, 질병률은 약 60~80% 감소했으며, 감염된 사람들의 입원은 70% 감소했다.
남미의 아주 외딴 지역에서는 전통적인 치료사들이 사람들이 가지고 있는 유일한 형태의 의료 서비스이다.
원주민들의 목소리가 가장 강한 북부 아이마라와 남부 마푸체에서는 여전히 전통의학을 많이 사용한다. 칠레 정부는 의료 시스템을 강화하는 것을 돕기 위해 원주민 건강 시스템을 시행했다. 칠레의 원주민 집단에도 불구하고, 칠레는 여전히 남미에서 최고의 공중 보건 서비스를 가지고 있다.  그들은 또한 그 지역에서 가장 낮은 사망률을 가지고 있다. 그들의 건강 관리 정책은 예방 건강 전략에 초점을 맞추어 가족과 지역 사회 복지를 중심으로 한다. 보고서는 정신 건강 문제, 당뇨병, 심혈관 질환의 증가를 보여주었다.
남아메리카의 경제는 빠르게 발전하고 있고 많은 산업이 있다.  남아메리카의 주요 산업은 농업이다. 다른 산업으로는 어업, 수공예품, 천연자원이 있다. 그것의 무역과 수출입 시장은 계속해서 번창하고 있다. 과거에 남아메리카 국가들은 경제 발전과 관련하여 천천히 움직였다. 남아메리카는 2차 세계대전 이후 경제를 건설하기 시작했다. 남아메리카의 가장 큰 경제는 브라질, 칠레, 아르헨티나, 그리고 콜롬비아이다. 베네수엘라, 페루, 아르헨티나의 경제는 매우 빠르게 성장하고 있다.

## 저널
- Sociology of Health and Illness
- Social Science and Medicine
- Health: An Interdisciplinary Journal for the Social Study of Health
- Illness and Medicine
- Social Theory and Health
- Health, Risk and Society

## 같이 보기
- 대체의학
- 의료화
- 역학 (의학)
- Naturalistic disease theories

## 추가 문헌
- Nettleton, Sarah (2006). 《The Sociology of Health and Illness》. Polity. ISBN 0-7456-2828-1.
- Conrad, Peter (2008). 《The Sociology of Health and Illness》. Macmillan. ISBN 978-1-4292-0558-0.
- Porter, Dorothy (1999). 《Health, Civilization, and the State A History of Public Health from Ancient to Modern Times》. Routledge. ISBN 978-0-415-12244-3.
- United Nations Industrial Development Organization (1978). 《Technologies from Developing Countries》. ISBN 978-0-7619-6400-1.
- Seale, Gabe, Wainwright, Williams. Sociology of Health & Illness, Vol. 33 2011 ISSN 1467-9566